# سلین کوسه اوغلو
سلین کوسه اوغلو (انگلیسی: Selin Köseoğlu؛ زادهٔ تاریخ ورودی نامعتبر است) بازیگر اهل ترکیه است. وی از سال ۲۰۱۶ میلادی تاکنون مشغول فعالیت بوده است.